# Давид Пизаро
Давид Марсело Пизаро Кортес (рођен 11. септембра 1979. у Валпараису, Чиле) је бивши чилеански фудбалер.

## Каријера
Пизаро је каријеру почео у Сантијаго вондерерсима, а затим одлази у Италију у Удинезе, где му је тренер био Лучано Спалети.
Лета 2005. године прелази у Интер, али пошто није успео да се избори за место у стартној постави, после само једне сезоне мења клуб. Тада прелази у Рому, на наговор Лучано Спалети, који је тада преузео Римску екипу.

## Репрезентација
- За сениорску репрезентацију Чилеа је одиграо 36 утакмица и постигао 2 поготка (1999—2006).

За национални тим је последњи пут наступио против Еквадора, у квалификацијама за светско првенство 2006. Након неуспеха у квалификацијама одлучио је да се повуче из репрезентације. Као разлог за своју одлуку је навео да жели да прововоди више времена са својом породицом.

## Трофеји

#### Удинезе
- Интертото куп 1
  - 2000.

#### Интер
- Серија А 1
  - 2006.
- Куп Италије 1
  - 2006.
- Суперкуп Италије 1
  - 2005.

#### Рома
- Куп Италије 2
  - 2007, 2008.
- Суперкуп Италије 1
  - 2007.